# Usko Meriläinen
Usko Aatos Meriläinen, född 27 januari 1930 i Tammerfors, död 12 november 2004, var en finländsk tonsättare.
Meriläinen studerade 1951–1955 för Aarre Merikanto vid Sibelius-Akademin och senare bland andra för Wladimir Vogel i Schweiz. Han var 1954–1956 körledare vid Finlands nationalopera och verkade senare som kapellmästare i Kuopio och Tammerfors samt som musiklärare i sistnämnda stad.
Meriläinen var 1981–1982 ordförande för tonsättarorganisationen Finlands Tonsättare rf. Han komponerade instrumental- och orkesterverk (bland annat flera symfonier), scen- och filmmusik, kammarmusik med mera. Han erhöll Pro Finlandia-medaljen 1987 och promoverades  till hedersdoktor vid Sibelius-Akademin 1997.
Meriläinen är begravd på Sandudds begravningsplats i Helsingfors.